# Mosannona depressa
Mosannona depressa là loài thực vật có hoa thuộc họ Na. Loài này được (Baill.) Chatrou mô tả khoa học đầu tiên năm 1998.